# مردی غریب (فیلم)
مردی غریب (به هندی: Pardesi Babu) فیلمی محصول سال ۱۹۹۸ و به کارگردانی مانوج آگراوال است. در این فیلم بازیگرانی همچون گوویندا، راوینا تاندون، شیلپا شتی، ساتیش کایشیک، موهنیش باهل، عارون باکشی ایفای نقش کرده‌اند.